# ジーン・ワトソン
ジーン・ワトソン（Jean Watson、1940年6月10日 - ）は、アメリカ合衆国の看護学者。

## 略歴
ウェストバージニア州生まれ。高校を卒業後、ルイス・ゲイル病院付属の看護専門学校を1961年に卒業。その直後に結婚し、コロラド州に移る。そして、コロラド大学ボルダー校にて大学教育を受け、卒業後も引き続き同大学大学院修士課程で精神看護領域の看護を専攻、1966年に修士課程を修了した。PhDは、コロラド大学で1973年に教育心理学とカウンセリングで取得している。数多くの著書と同時に国際的な研究奨学金も受け、国際ケロッグ・フェローシップではオーストラリアに、フルブライト奨学金ではスウェーデンに留学し、六つの名誉博士号を授与されている。うち三つは国際的な名誉博士号で、スウェーデン、イギリス、カナダのケベック州から授与されている。
彼女はコロラド大学の健康科学センター（看護学部）の創設に参与し、同大学の健康科学センターでケアリング学の講座を担当し、学部長（1982年）も歴任した。その後、1983年から1990年まで、大学病院の副看護部長として臨床に出、その後再び大学の教授職に復帰した。アメリカ国内だけでなく、オーストラリア、イギリスなどでの研究プロジェクトから、カナダ、台湾、イスラエル、日本にも講演などで招聘を受けている。1979年に刊行した"Nursing:The Philosophy and Scienece of Caring."で、看護学の主要概念としてヒューマン・ケアリングを提唱したことでも知られる。彼女が強く影響を受けているのは、看護の領域ではヴァージニア・ヘンダーソン、サリー・ガドウ（Sally Gadow、コロラド大学看護学部におけるワトソンの同僚、看護学教授。哲学的な看護学を展開、実存主義に強く依拠して看護の哲学を説いた）それ以外の分野では、キルケゴール、マルティン・ハイデッガー、カール・ロジャーズなどである。
彼女は、アメリカ看護学学士院のメンバーで、アメリカ看護連盟の会長を務めたこともある。
1961年にダグラス・ワトソンと結婚した。夫は、1998年に亡くなっている。

## ケアリング理論
ワトソンはヒューマン・ケアリングという理論を提唱した。2008年にNPO、Watson Caring Science Instituteを設立した。ヒューマン・ケアリングは、よりホリスティック（全体観的）なケアを指向している。すなわち、医学的な方法によって患者のケア・治療を行うだけでは十分ではない。大切なことは、患者にもっと関心をもち、深い人間関係を築くこと。そうしてはじめて効果的かつ持続的なケアが可能になる。ワトソンの理論は、トランスパーソナル心理学のパイオニアたち、アブラハム・マズロー、カール・ロジャーズ、ピエール・テイヤール・ド・シャルダンらから影響を受けている。ワトソンにとって、トランスパーソナルとは個人対個人の人間関係である。看護師の存在が患者に変化をもたらし、患者の存在によって看護師も変化する。両者は対等であると同時に連帯感で結ばれている。ヒューマン・ケアリングの柱となる4つのコンセプトは、健康、環境または社会、看護そして人間である。
- 健康：精神と肉体そして魂がバラバラでないこと。そのためには他人から見える自分と、自分が見る自分のイメージが一致していること。
- 社会：社会が個人に求めるもの。個人が社会のためになすべきこと。
- 看護：科学としてのヒューマン・ケアリング。患者ケアを行う者と、ケアを受ける患者との相互作用。
- 人間：価値があり、尊敬され、ケアされるべき存在。本来は完全に健康であるべき存在。

## 主要な著書
- Nursing:The Philosophy and Scienece of Caring. 1979（看護ーケアリングの哲学と科学）
- Nursing:Human Scienece and Human care;the Theory of Nursing.1985（『ワトソン　看護論ー人間科学とヒューマンケア』医学書院　1992年）
- Caring Science as Sacred Science.2005（『ワトソン21世紀の看護論―ポストモダン看護とポストモダンを超えて』日本看護協会出版会　2005年）